# 長谷川義明
長谷川 義明（はせがわ よしあき、1934年（昭和9年）11月2日 - ）は、日本の政治家。元新潟県新潟市長（3期、第28代～第30代）。現在は特定非営利活動法人愛郷会理事長、全国良寛会会長を務める。

## 経歴
- 1934年（昭和9年） - 11月12日、新潟市出身。
- 1953年（昭和28年） - 3月、新潟県立新潟高等学校卒業。
- 1958年（昭和33年） - 3月、京都大学工学部建築学科卒業。
  - 4月、建設省入省。
- 1982年（昭和57年） - 1月、建設省住宅局市街地建築課長。
- 1983年（昭和58年） - 8月、福岡県建築部長。
- 1985年（昭和60年） - 6月、新潟市助役。
- 1989年（平成元年）- 6月、新潟市助役（再任）
- 1990年（平成2年） - 11月、新潟市長（第28代）に当選。
- 1994年（平成6年） - 11月、新潟市長（第29代）に当選（2期）
- 1998年（平成10年） - 11月、新潟市長（第30代）に当選（3期）
- 2002年（平成14年） - 11月、新潟市長を退任。
- 2015年（平成27年） - 4月、春の叙勲で旭日小綬章受章。